# Comptosia sobricula
Comptosia sobricula är en tvåvingeart som först beskrevs av Walker 1857.  Comptosia sobricula ingår i släktet Comptosia och familjen svävflugor. Inga underarter finns listade i Catalogue of Life.